# Wesmaelius saudiarabicus
Wesmaelius saudiarabicus is een insect uit de familie van de bruine gaasvliegen (Hemerobiidae), die tot de orde netvleugeligen (Neuroptera) behoort. 
Wesmaelius saudiarabicus is voor het eerst wetenschappelijk beschreven door Hölzel in 1988.